# Jože Kuk
Jože Kuk (partizansko ime Branko), slovenski vojaški politični delavec, * 9. julij 1922, Bovec, † 29. september 1948, Log pod Mangartom.
Ljudsko šolo je obiskoval v rojstnem kraju, gimnazijo z maturo pa končal v Gorici. Oktobra 1942 se je vpisal na tehniško fakulteto v Padovi. Obiskoval jo je le do januarja 1943, ko se je vrnil v Bovec in se 2. februarja pridružil narodnoosvobodilni borbi kjer je postal funkcionar Zveze komunistične mladine Jugoslavije in Komunistične partije Slovenije. Z Gradnikovo brigado je septembra 1943 prišel na Primorsko. 20. decembra 1943 je bil imenovan za komisarja Vojkove brigade, 20. avgusta 1944 pa za komisarja Tržaške brigade, dva tedna kasneje pa za vršilca dolžnosti komisarja 31. divizije; to funkcijo je opravljal do 21. septembra 1944. Konec februarja 1945 je postal komisar goriškega vojnega območja; to funkcijo je nadaljeval pri komandi mesta Gorica do maja 1945. Po umiku jugoslovanske vojske iz Gorice junija 1945 je nadaljeval vojaško politično delo v Ljubljani, kjer je bil komisar vojaške baze. Od novembra 1947 do septembra 1948, ko se je smrtno ponesrečil, pa je bil vodja ene izmed komisij, ki so izvajale razmejitev med Italijo in Jugoslavijo v Goriških Brdih.